# جان بسفورد
جان بسفورد (به انگلیسی: John Besford) (زادهٔ ۳۰ ژانویهٔ ۱۹۱۱) شناگر اهل بریتانیا است.